# Louise Weber
Louise Weber (Clichy, 13 juli 1866 – Parijs, (10e arrondissement), 29 januari 1929) was een Franse danseres. Onder haar artiestennaam La Goulue (de gulzige) was ze een beroemde Parijse cancan-danseres.

## Biografie

### Jeugdjaren
Louise Joséphine was de jongste dochter van Dagobert Weber, een timmerman afkomstig uit Geipolsheim in de Bas-Rhin, maar wonend in Clichy, en zijn vrouw Madeleine Courtade, afkomstig uit Wissembourg en naaister van beroep. Ze bracht een groot deel van haar jeugd door in de rue Martre in Clichy met haar broer en zus. In 1869 verliet haar moeder, toen wasvrouw, het gezin. Louise kreeg een halfzus, die ze nooit ontmoette, en haar moeder zag ze evenmin terug. Haar vader, die opgeroepen werd voor de Frans-Duitse Oorlog van 1870, keerde verminkt aan beide benen terug en zag zich verplicht Louise onder te brengen bij nonnen. Hij overleed aan zijn verwondingen op 5 januari 1873. Louise werd in april 1874 opgevangen door haar oom Pierre, die in Saint-Ouen woonde.
In 1882, zestien geworden, verhuisde ze met haar vriend Edmond Froelicher naar de rue Antoinette in Montreuil. Datzelfde jaar ontdekte ze de Moulin de la Galette. Twee jaar later ging ze met haar nieuwe vriend Charlot op de boulevard Ornano wonen en werd op haar beurt - net zoals haar moeder - wasvrouw in de rue neuve-Notre-Dame.

### Opkomst
Naast haar baan als wasvrouw poseerde ze als model voor schilders en fotografen, in het bijzonder voor de zoon van Victor Noir, aan place Pigalle 11, en voor Auguste Renoir. Ze danste op de bals in de banlieue en werd bekend dankzij de artikels van Charles Desteuque, die in het blad Gil Blas een rubriek over de demi-mondaines verzorgde. In 1885 werd ze ook opgemerkt door een zekere Gaston Goulu Chilapane, die haar enige tijd in zijn hôtel particulier aan de avenue du Bois, tegenwoordig de avenue Foch, ontving.
Haar carrière begon in 1889 met een optreden in een revue bij het Cirque Fernando. De danseres en choreografe Grille d'Égout en Céleste Mogador gaven haar les en advies en hielpen haar aan de slag bij de Moulin de la Galette en het Elysée-Montmartre als danseres, evenals in Montparnasse in het Bal Bullier en de Closerie des Lilas. De broers Oller en Charles Zidler lanceerden haar in de cancan. Als ze quadrille naturaliste danste, plaagde ze het mannelijke publiek door in de werveling van haar rokken een glimp van haar slipje te tonen en door met de tip van haar voet een man zijn hoed weg te tikken. Dankzij de naam van haar eerste mentor en omwille van haar gewoonte de glazen van de mannen waarbij ze aan tafel kwam leeg te drinken ging men haar La Goulue (=de gulzige) noemen.
Ze werd voor het eerst geportretteerd door Auguste Roedel op 11 april 1885. In Montmartre ontmoette ze Auguste Renoir, voor wie ze ook poseerde. Hij introduceerde haar in een groep van modellen die bijverdienden door te poseren voor kunstenaars en fotografen. Achilles Delmaet werd bekend door zijn naakfoto's van la Goulue.

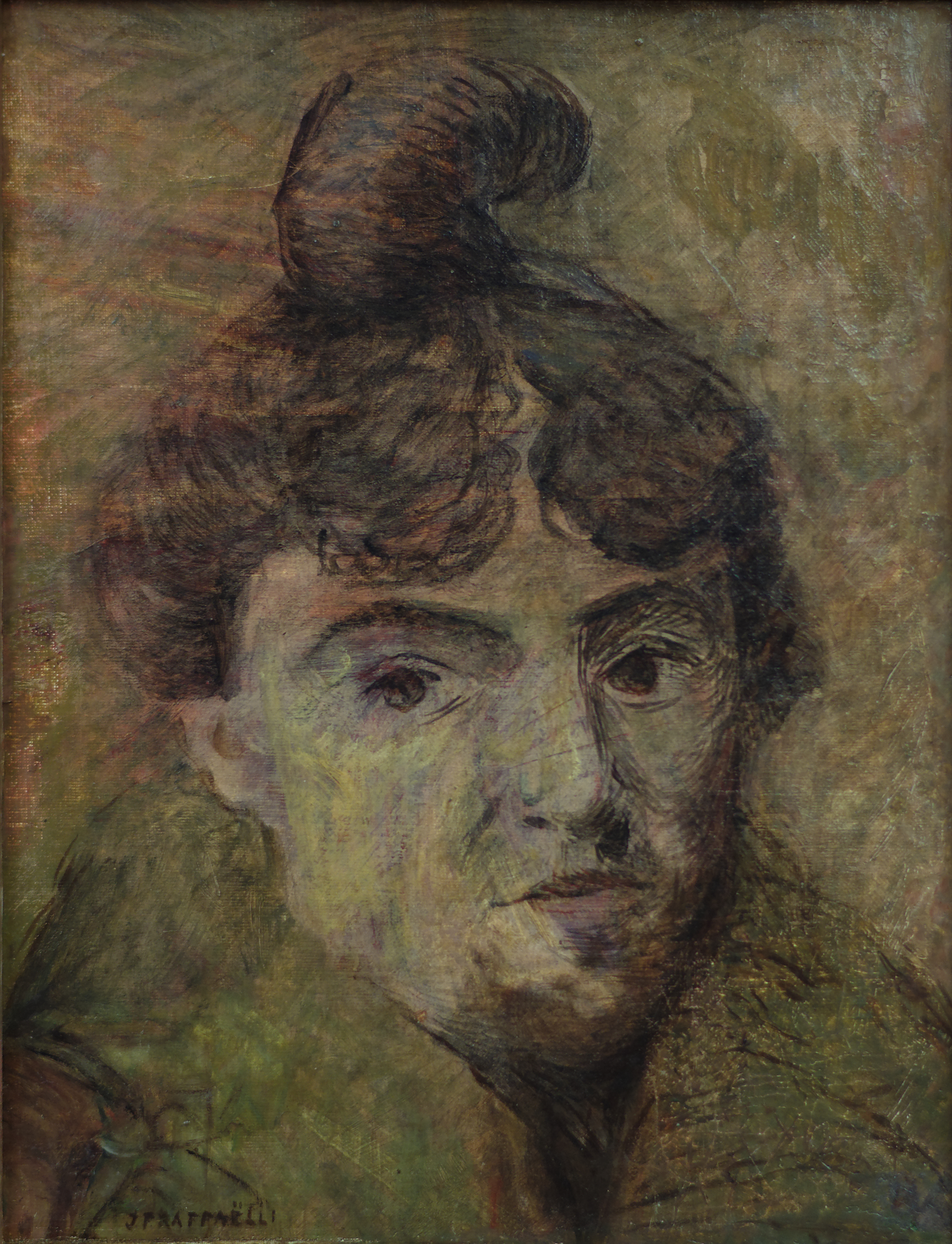
La Goulue Jean-François Raffaelli Musée des Beaux-Arts de Dijon]
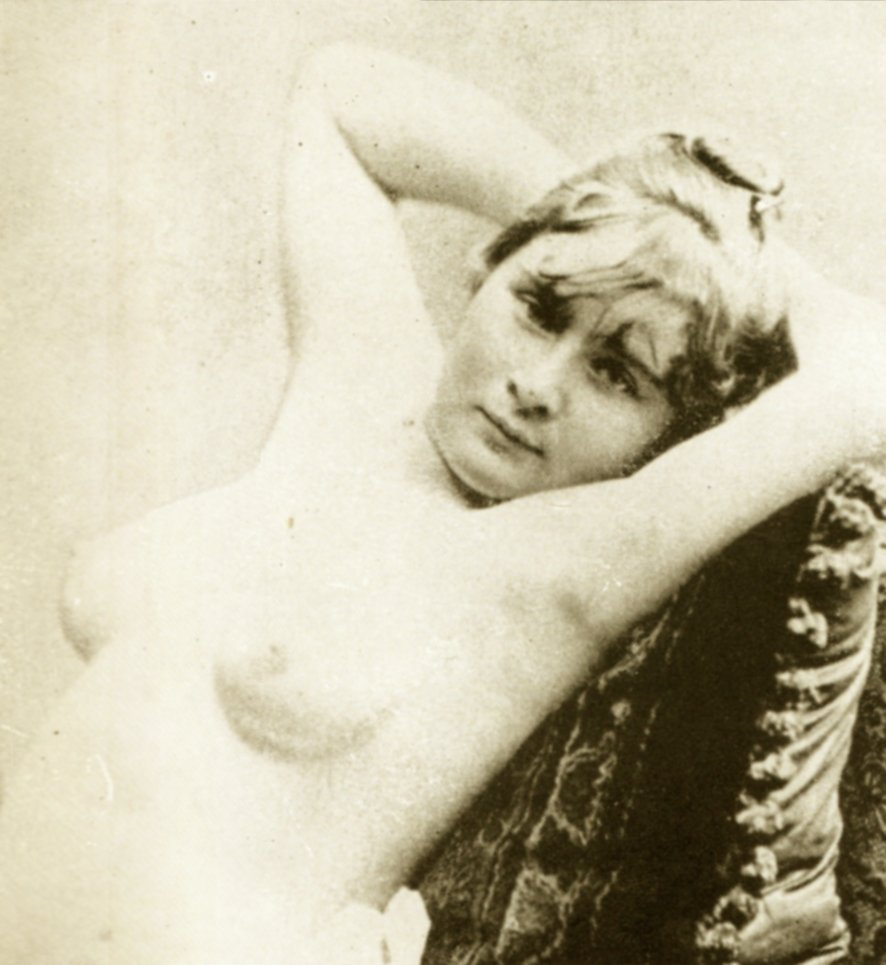
(ca.1885)
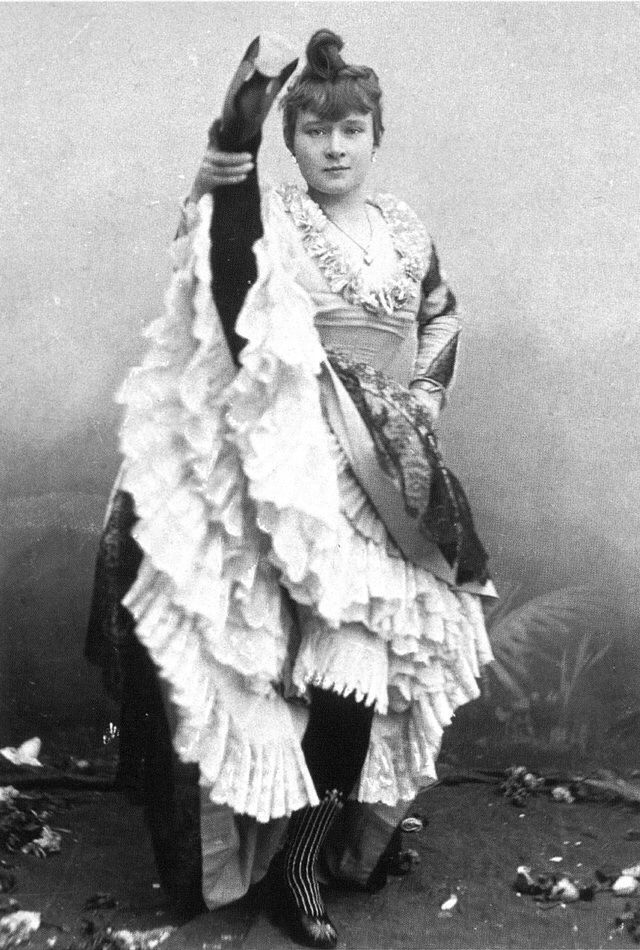
(ca.1890)
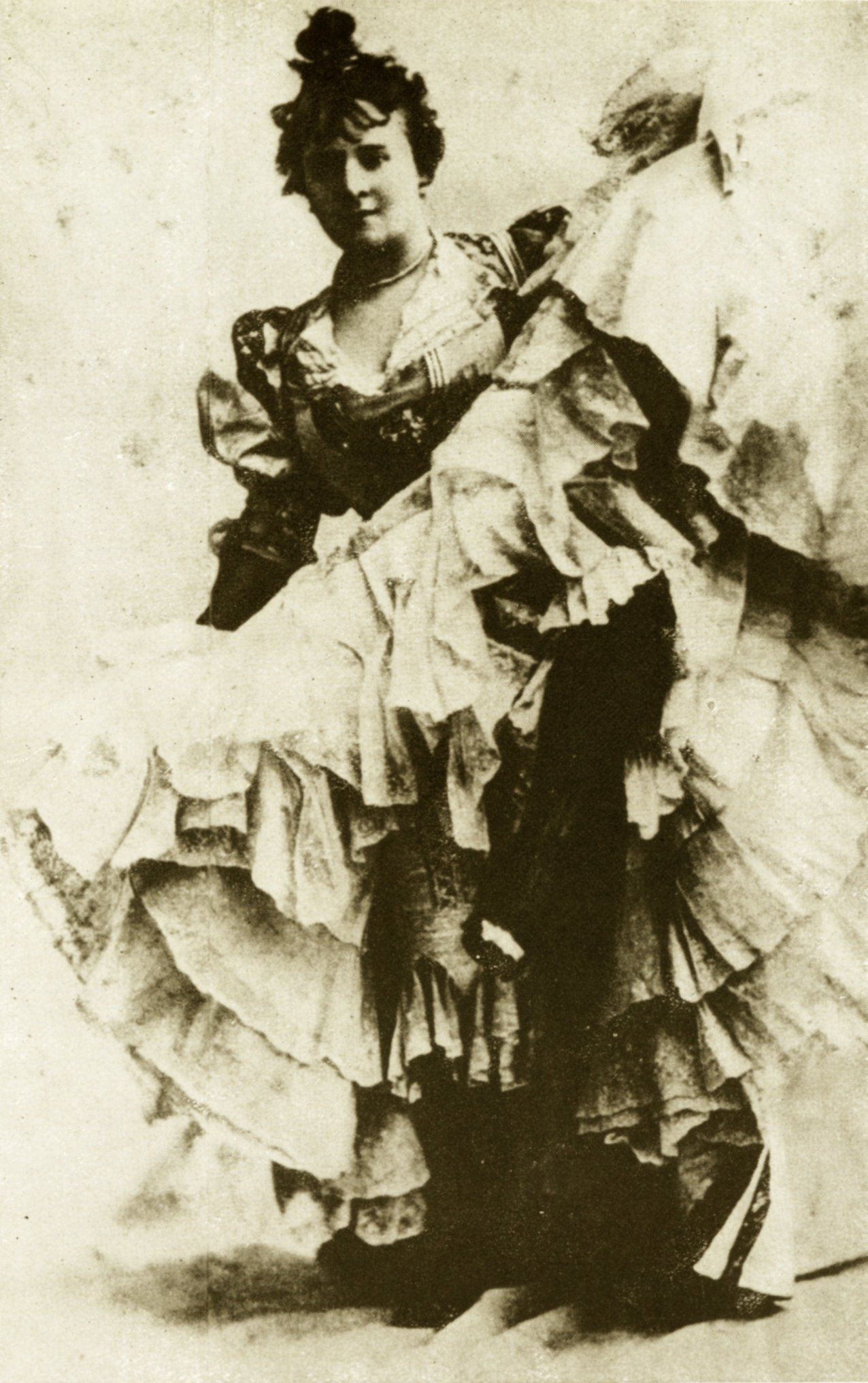
(1890)
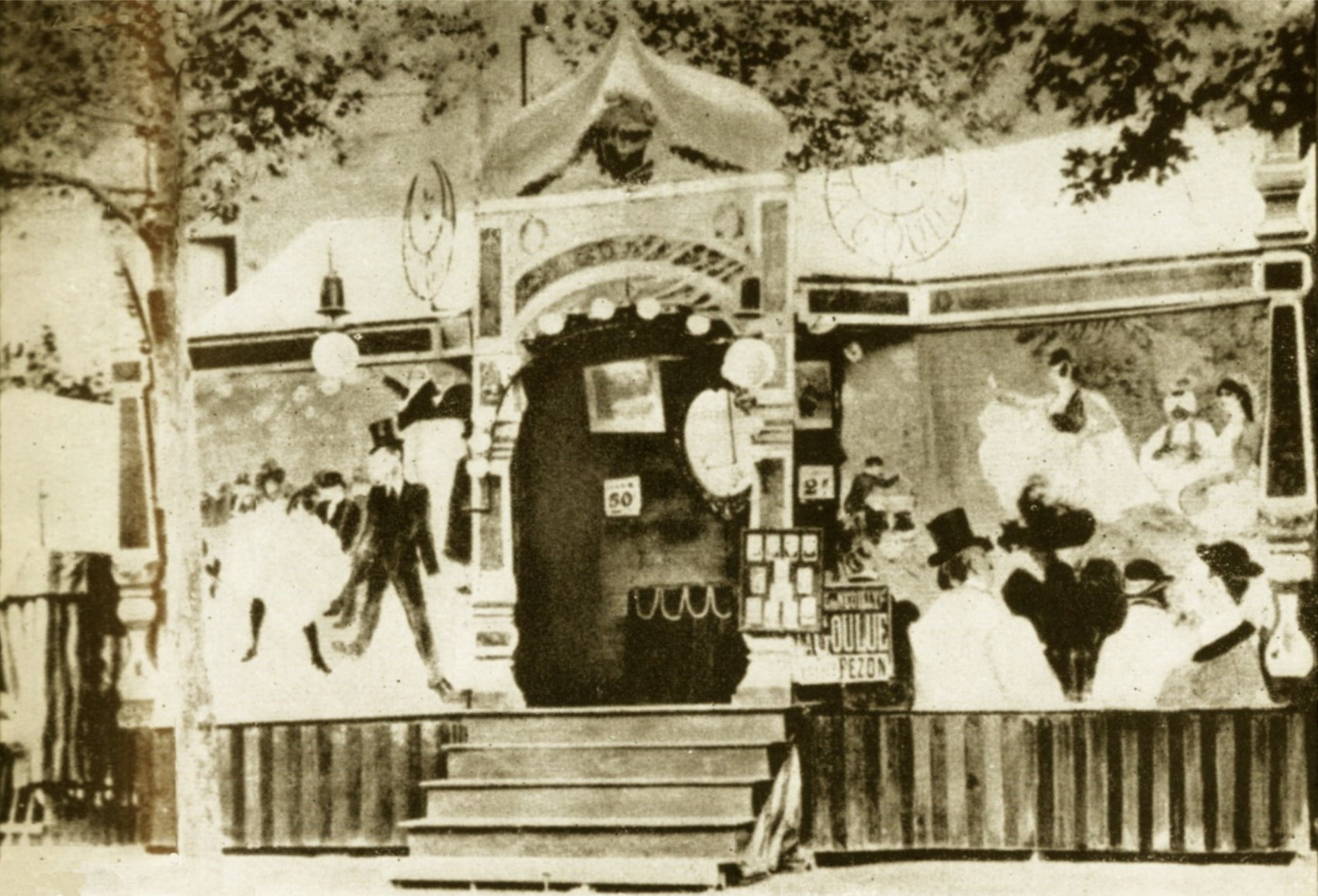
De kermiskraam (1895)

### De Moulin Rouge
Op 6 oktober 1889 openden Charles Zidler en Josep Oller hun nieuwe balzaal, de Moulin Rouge, en ze engageerden Weber om bij hen te dansen. Ze leerde er Jules Étienne Edmé Renaudin (1843-1907) kennen, de zoon van een notarisfamilie uit Sceaux, die eerst wijnhandelaar was, maar later een beroemdheid werd in de danswereld onder de artiestennaam Valentin le Désossé. Ze werden danspartners bij de Moulin Rouge en dansten van 1890 tot 1895 samen. La Goulue was de topartieste van het gezelschap van de Moulin Rouge en stond altijd bovenaan op de affiche. Ze was synoniem met cancan en de Moulin Rouge. Het was ook zij die in 1893 als allereerste optrad in de Olympia toen die werd geopend.
Ze was een van de favoriete onderwerpen van Toulouse-Lautrec, die haar vereeuwigde in zijn portretten en affiches voor de Moulin Rouge.

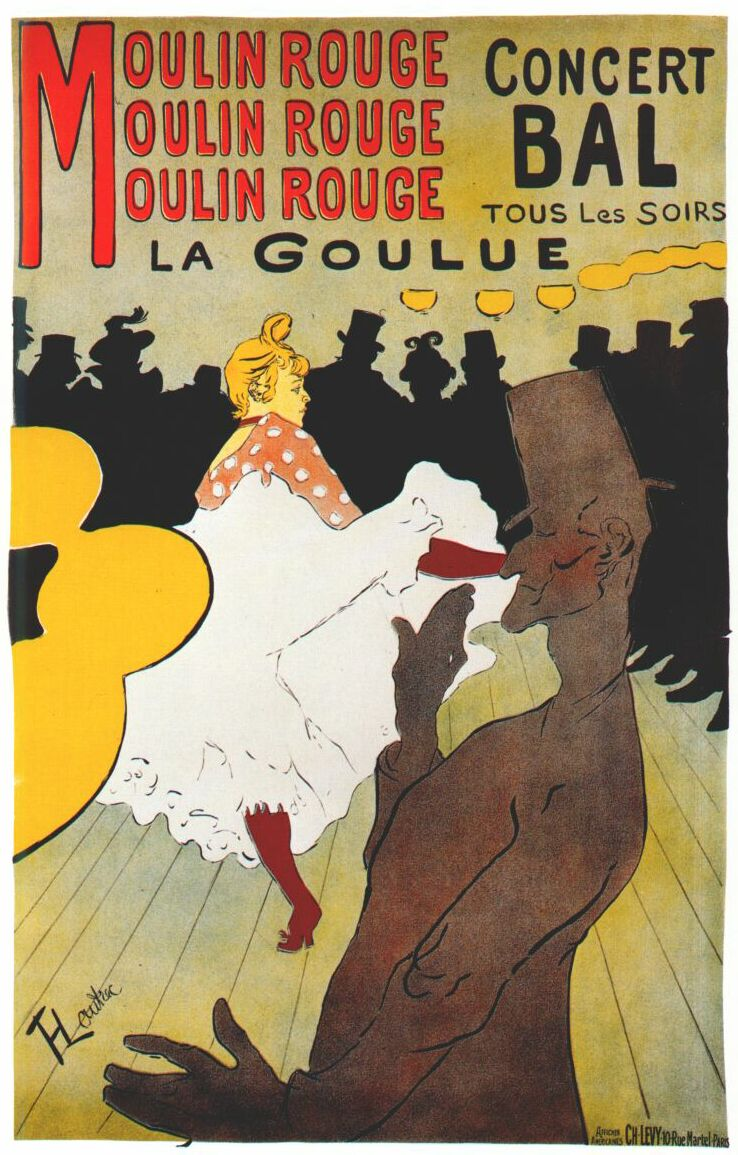
De beroemde poster van Toulouse-Lautrec Aankomst aan de Moulin Rouge (1891)
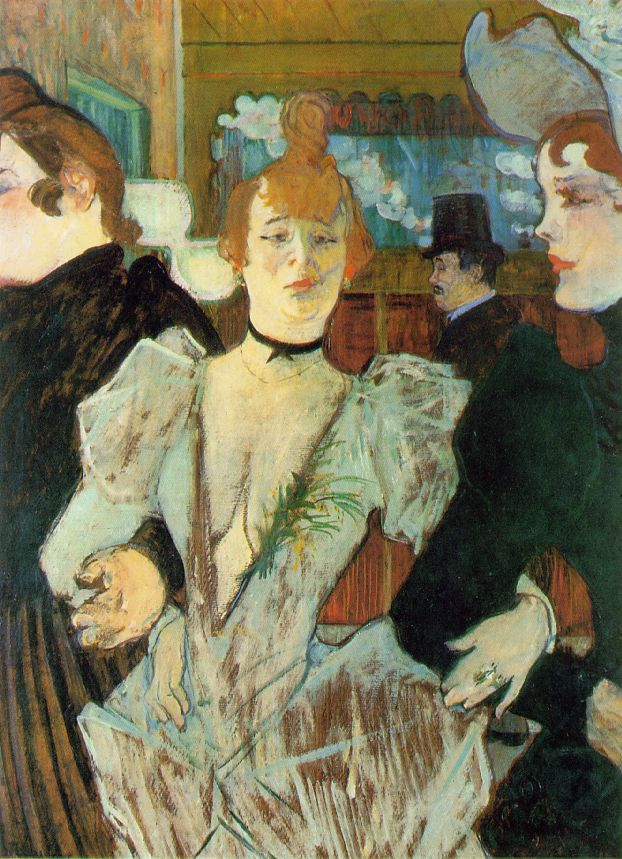
La Goulue en haar zus Victorine die aankomen bij de Moulin Rouge (1892), MoMA
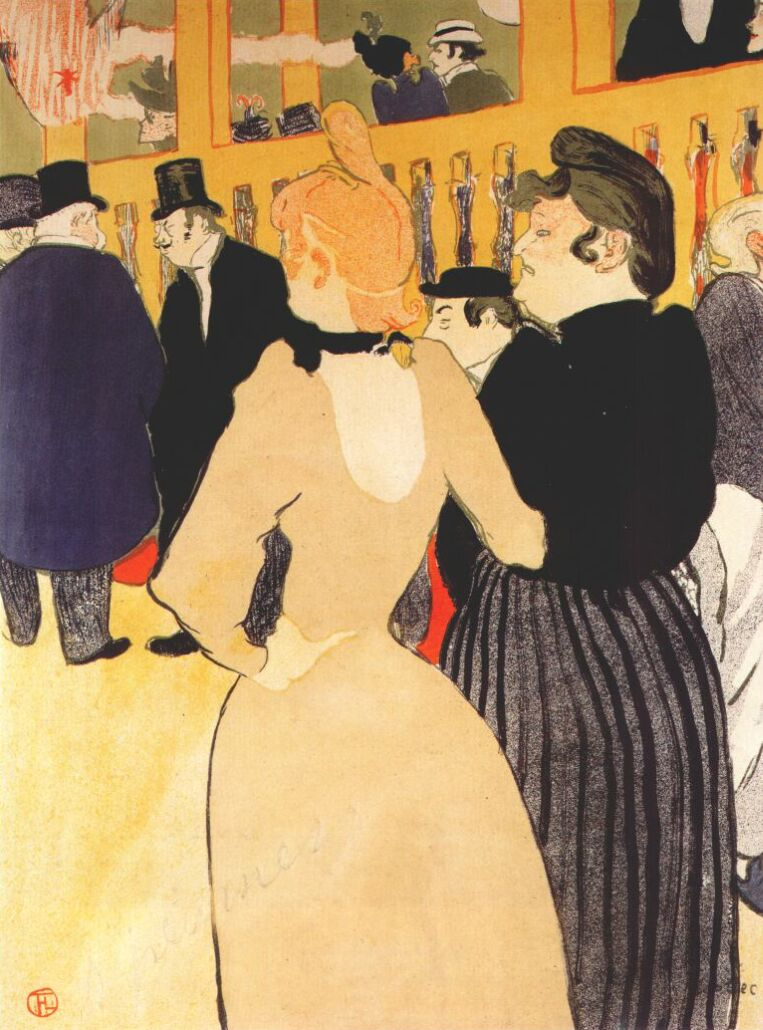
La Goulue en la Môme Fromage (1892), The Met
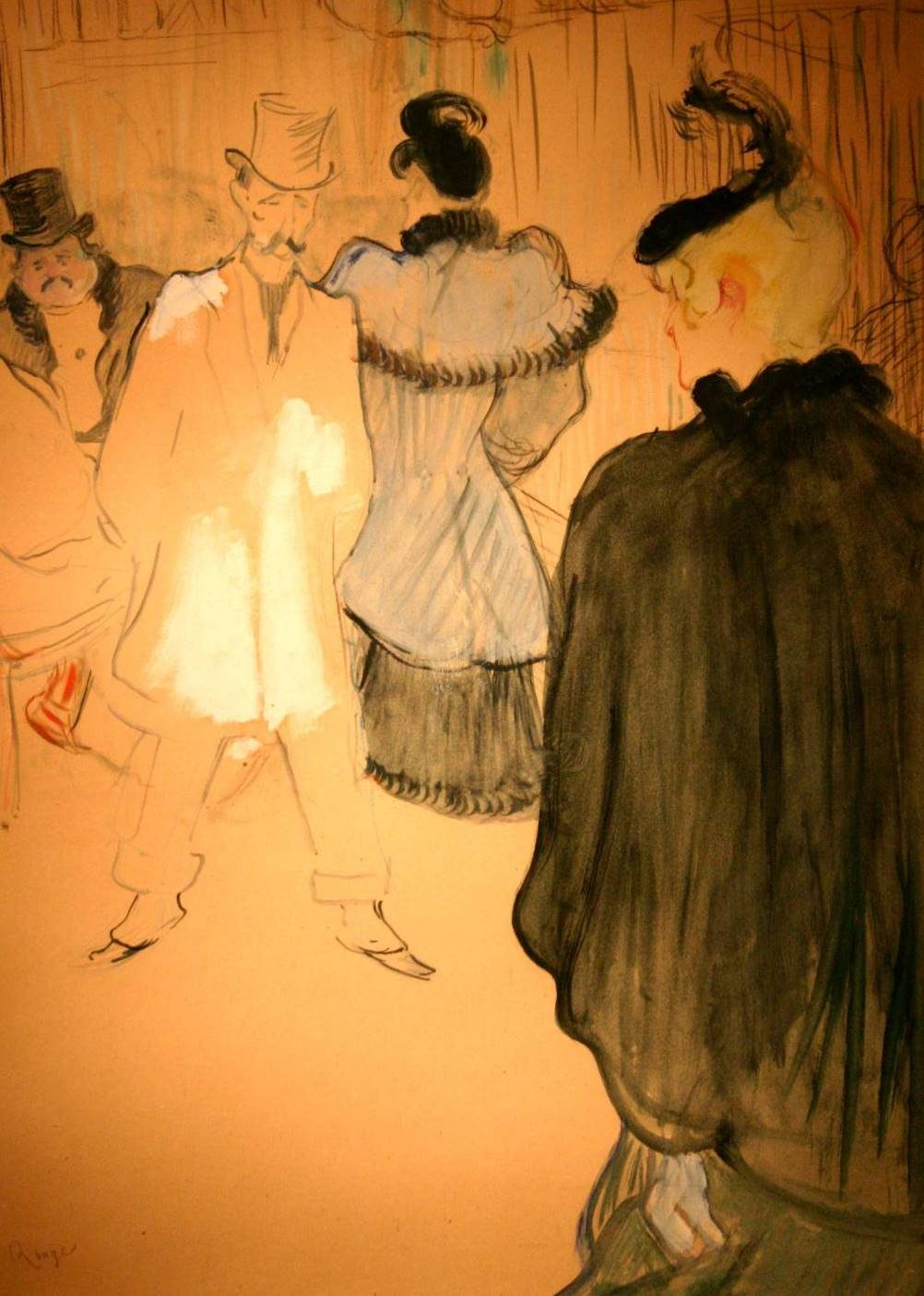
La Goulue en Paul Lescau (1894), Museo Nacional de Bellas Artes (Buenos Aires)
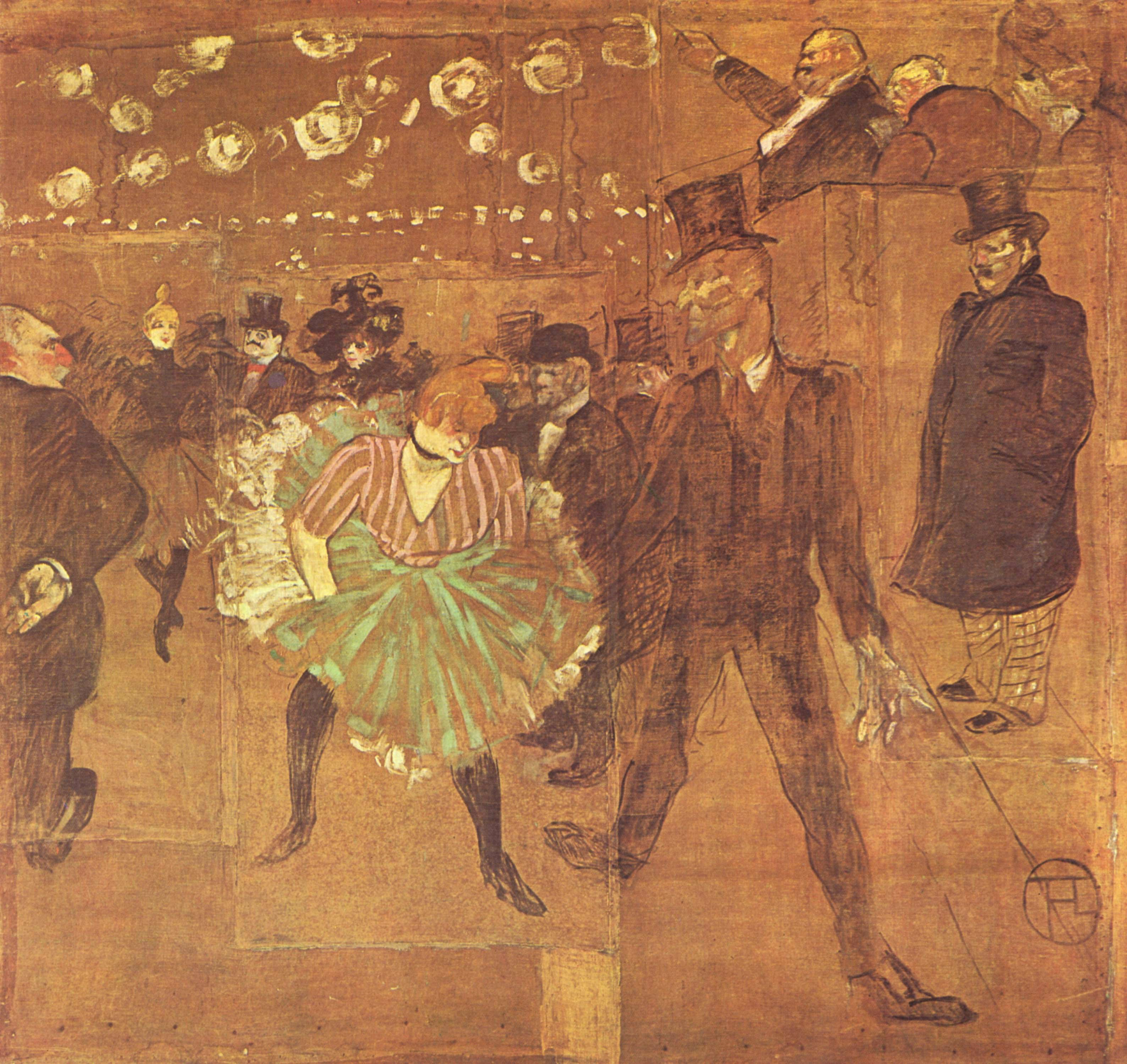
La Goulue en Valentin le Désossé (1895), Musée d'Orsay

### Latere leven en dood

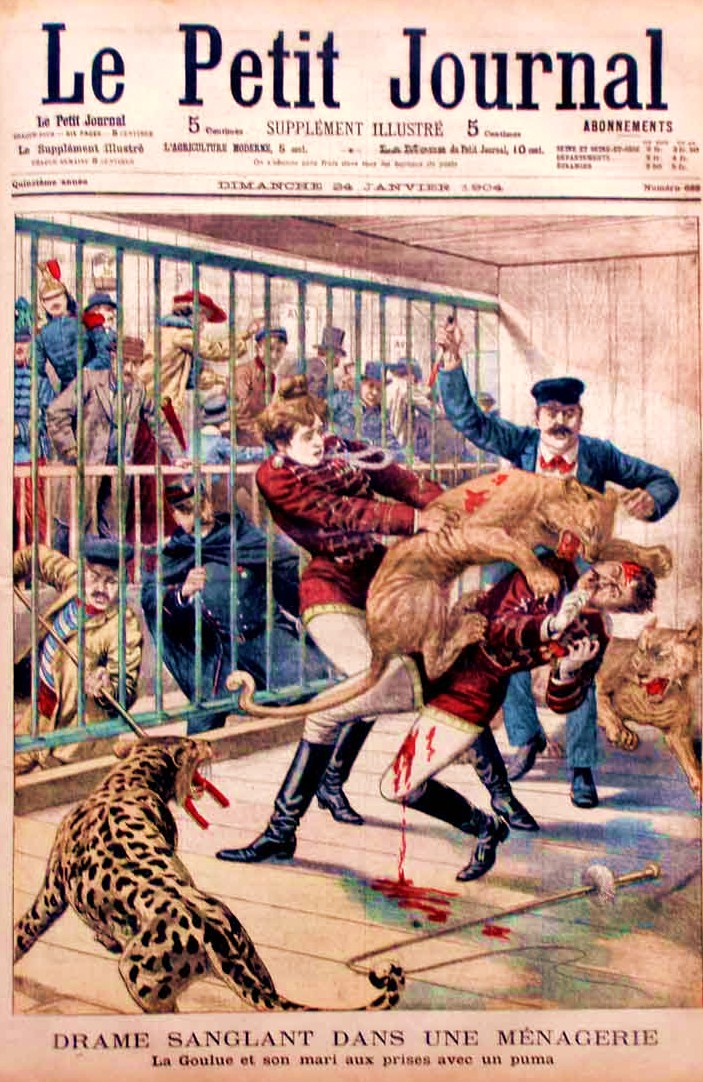
La Goulue en haar man werden aangevallen door een poema op 24 januari 1904

Rijk en beroemd huurde ze in 1894 het stadspaleis Hôtel de la Païva op de Avenue des Champs-Élysées in Parijs. Ze leidde een extravagant en duur leven met weer een andere vriend, Georges Lorin, zanger bij Le Chat Noir en een Russische prins. De spaarcenten vlogen de deur uit en ze was verplicht enkele tournees te doen, waarvan eentje haar tot in Berlijn bracht. In december 1895 beviel ze van een zoon, Simon-Victor. De vader bleef onbekend, maar journalist Victor Collin liet het kind zijn naam dragen.
Aangezien Charles Zidler, haar beschermheer, geen deel meer uitmaakte van de groep rond Josep Oller, de eigenaar van de Moulin Rouge, besloot ze te stoppen met optredens en voor eigen rekening te gaan werken op kermissen. Ze besloot dierentemster te worden. In 1896 stopte ze met de dieren en vroeg aan haar vriend Toulouse Lautrec om decoratieve panelen te schilderen voor de versiering van de kraam waarin ze oosterse dansen wou brengen, maar dit werd geen succes, want ze was hiervoor te oud geworden.
Ze nam de draad weer op van het werken met wilde dieren en leerde het vak van leeuwentemster. In 1898 trad Weber op bij Pezon op het feest van Montmartre en gaf een nummer met leeuwen ten beste voor de ambassadeur van China. Ze werd even beroemd als dierentemster als danseres.

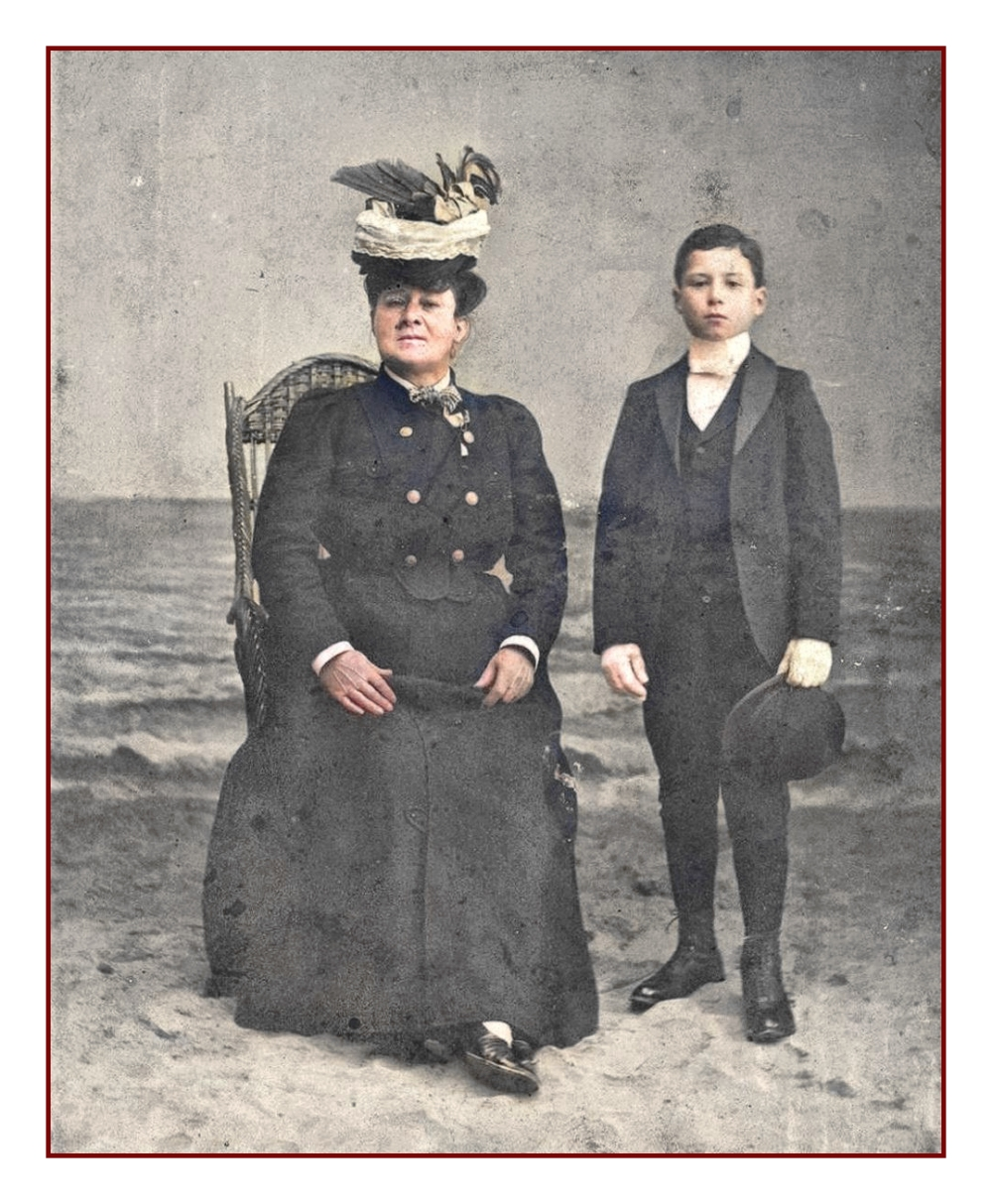
La Goulue met zoon Victor
(1905), BnF

Op 10 mei 1900 trouwde Weber met Joseph-Nicolas Droxler, een goochelaar. Ze zou hem opleiden en hij werd ook dierentemmer. Ze traden op bij alle belangrijke kermissen en feesten, maar in 1904 en in 1907 werden ze aangevallen door de dieren en ontsnapten beide keren op het nippertje aan de dood. Enkele jaren later stopte ze met het dieren temmen en ging opnieuw optreden in kleine theatertjes. Ze had ondertussen haar man verloren: hij sneuvelde in de Eerste Wereldoorlog. Haar zoon Victor, die zij Bouton d’or noemde, had in 1914 een dochter gekregen, Marthe. Victor overleed slechts 27 jaar oud in 1923. Dit was voor Louise een tegenslag te veel en het bracht haar aan de drank.
Weber raakte bevriend met Rétoré, een brocanteur-antiquair die actief was op de vlooienmarkt van Saint-Ouen. De zomers bracht ze door in haar woonwagen op twee stappen vandaar, maar in de winter keerde ze terug naar haar appartementje in Montmartre aan de boulevard Rochechouart. In 1925 bij de heropening van de Moulin Rouge werd ze nog gevraagd om een tango te dansen. Jean Cocteau zat bij die gelegenheid in het publiek.

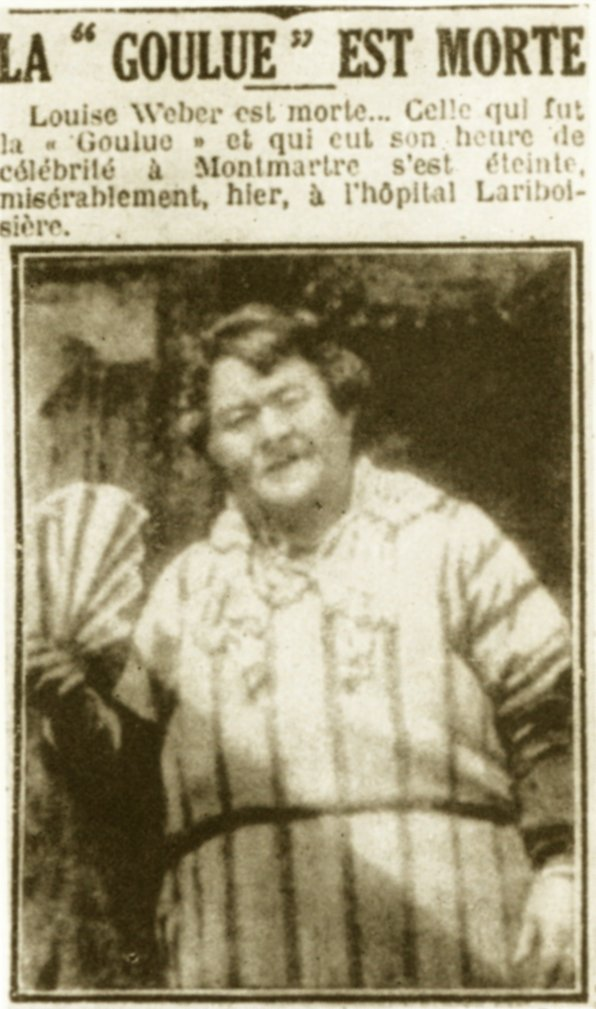
De krant met de aankondiging van de dood van La Goulue

In 1927 brak Weber met Rétoré. Ze bracht haar laatste levensjaren door in het gezelschap van enkele verstotenen van de maatschappij en ontfermde zich over oude en zieke circusdieren en hield een menigte katten en honden. Ze hield ervan op de butte Montmartre te flaneren en om de beau monde te ontmoeten ging ze nootjes, sigaretten en lucifers verkopen aan de ingang van de Moulin Rouge.
Weber leed aan oedeem en kreeg een beroerte. Na een doodstrijd die tien dagen duurde overleed ze op 29 januari 1929 in L’hôpital Lariboisière.
Weber werd begraven op de begraafplaats van Pantin; er was bijna geen mens op haar begrafenis aanwezig, met uitzondering van Pierre Lazareff van de artistieke directie van de Moulin Rouge. Haar achterkleinzoon Michel Souvais zorgde voor een overbrenging naar het Cimetière de Montmartre in 1992. Hij kreeg hiervoor de goedkeuring van Jacques Chirac, toen burgemeester van Parijs. De tweede teraardebestelling bleef niet onopgemerkt: ze werd bijgewoond door tweeduizend mensen, waaronder La Toya Jackson en gebeurde onder grote mediabelangstelling.